# تشارلز بولدين
تشارلز فرانك بولدن الابن (بالإنجليزية: Charles Bolden)‏ (ولد في 19 أغسطس عام 1946) هو مدير سابق في وكالة الفضاء الأمريكية (ناسا) ولواء متقاعد في قوات مشاة بحرية الولايات المتحدة ورائد فضاء سابق قام بأربع مهام في مكوك الفضاء.
بعد تخرجه من أكاديمية الولايات المتحدة البحرية في العام 1968، أصبح بولدن طيارًا في سلاح مشاة البحرية ثم طيار اختبار. بعد خدمته كرائد فضاء، أصبح نائبًا لقائد سلاح البحرية في الأكاديمية البحرية.
في 23 مايو عام 2009، أعلن الرئيس باراك أوباما عن ترشيح بولدن لمنصب مدير وكالة ناسا ولوري غارفر نائب مدير. صودق على كليهما من قبل مجلس الشيوخ بالموافقة بالإجماع في 15 يوليو عام 2009. وكان بولدن أول أمريكي أفريقي يرأس الوكالة على أساس دائم.
في 12 يناير عام 2017، أعلن بولدن عن تقاعده من وكالة ناسا ضمن اجتماع جمع كل موظفيها في مقر ناسا في واشنطن العاصمة، وكان آخر يوم له هو 19 يناير، وأعلن بعدها تعيين تعيين روبرت إم. لايتفوت الابن مديرًا للوكالة.

## التعليم
تخرج بولدن من مدرسة سي. إيه. الثانوية في كولومبيا، كارولاينا الجنوبية عام 1964. حصل على درجة بكالوريوس العلوم في العلوم الكهربائية من أكاديمية البحرية الأمريكية عام 1968، حيث عاصر ضباط المارينز المستقبليين أوليفر نورث، وجيم ويب، وميكاييل هاجي، ورئيس هيئة الأركان المشتركة المستقبلي مايكل مولن، ثم حصل لاحقا على درجة الماجستير في العلوم في إدارة الأنظمة من جامعة جنوب كاليفورنيا عام 1977. هو عضو في أخوية أوميغا ساي فاي.

## المسيرة العسكرية

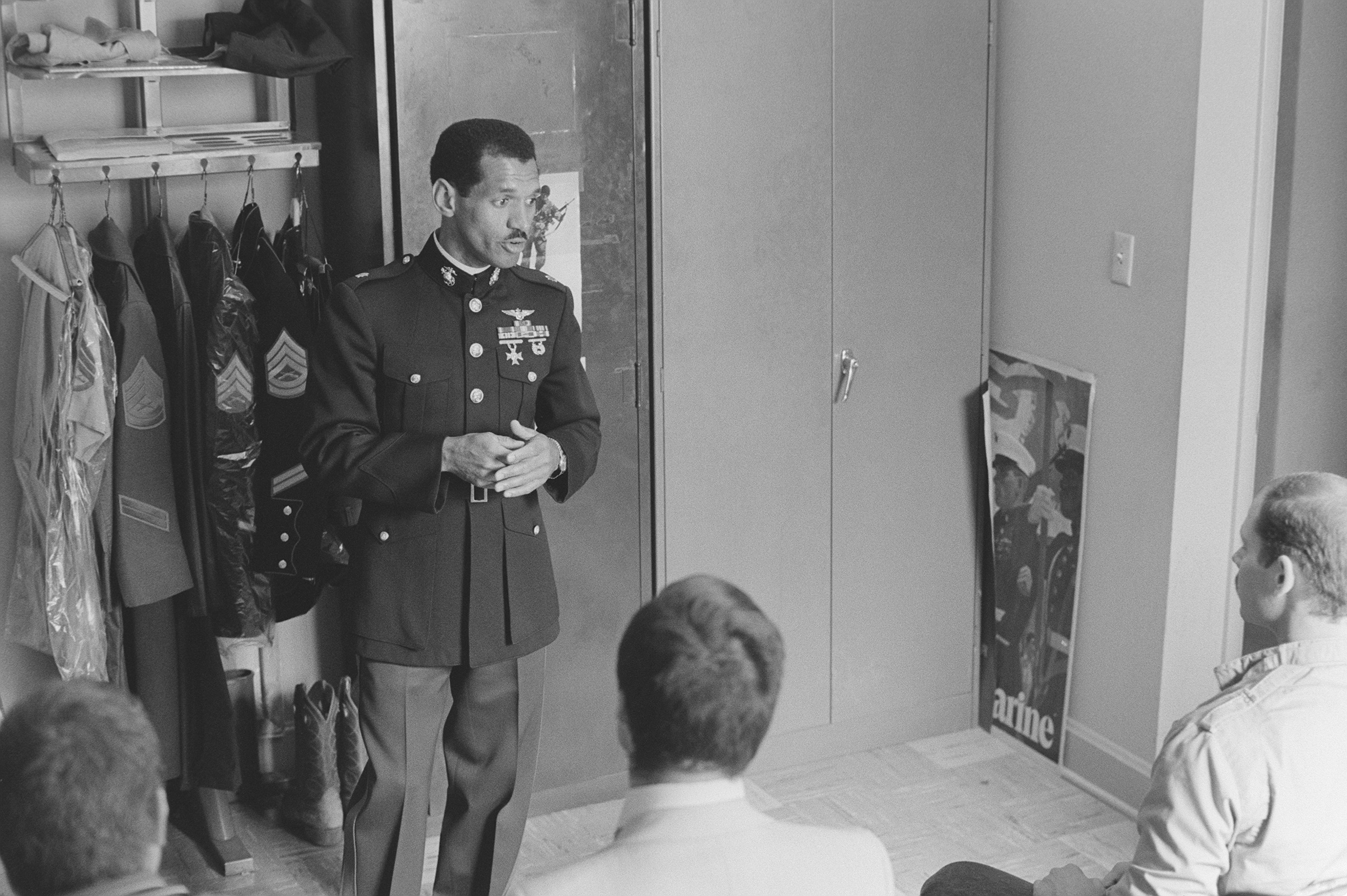
المقدم تشارلز ف. بولدن جونيور، رائد فضاء، يتحدث إلى أعضاء مجموعة التجنيد المؤجل في إنديانابوليس حول سلاح مشاة البحرية. بولدن يزور محطة التجنيد.
الموقع: إنديانابوليس، إنديانا، الولايات المتحدة الأمريكية.

في المدرسة الثانوية، رفض وفد الكونجرس في ولاية ساوث كارولينا تعيين بولدن في الأكاديمية البحرية للولايات المتحدة، وكان من بين هؤلاء عضو مجلس الشيوخ المؤيد للعبودية ستروم ثورموند. حصل بولدن على تعيينه بعد كتابته شخصيًا، كطالب في المرحلة الثانوية، للرئيس جونسون. جاء أحد المجندين إلى منزله بعد بضعة أسابيع، ليحصل بولدن في نهاية المطاف على موعد من النائب الأمريكي ويليام داوسون من شيكاغو بولاية إلينوي. تلقى لاحقًا مذكرات تهنئة من ثورموند في مراحل إنجازات مختلفة.
كُلّف بولدن برتبة ملازم ثان في قوات مشاة البحرية الأمريكية بعد تخرجه من الأكاديمية البحرية الأمريكية في عام 1968. كان رئيسا لصفه. خضع للتدريب على الطيران في بينساكولا، فلوريدا، وميريديان، ميسيسيبي، وكينغزفيل، تكساس، قبل تعيينه طيارًا في البحرية في مايو عام 1970.
نفذ أكثر من 100 طلعة جوية على شمال وجنوب فيتنام ولاوس وكمبوديا في طائرة غرومان ايه-6 إنترودر بينما كان مجندًا في سرب في إم إف إيه (إيه دبليو)-533 التابع للقاعدة الجوية الملكية التايلاندية نام فونج في تايلاند بين يناير من العام 1972 ويونيو من العام 1973.
لدى عودته إلى الولايات المتحدة، بدأ بولدن جولة لمدة عامين كضابط اختيار وتجنيد عسكري للضباط بفيلق البحرية في لوس أنجلوس، كاليفورنيا، ثم أعقب ذلك ثلاث سنوات في مهام مختلفة في المحطة الجوية لفيلق البحرية إل تورو، كاليفورنيا.
في يونيو من العام 1979، تخرج من مدرسة الطيران التجريبي في المحطة الجوية البحرية في نهر باتوكسينت، ماريلاند، وعُيّن في مديريات هندسة النظم والطائرات الهجومية التابعة لمركز الاختبار الجوي البحري. خلال وجوده هناك، خدم طيارًا لاختبار الذخائر، وحلُق في عدد من المشاريع الاختبارية على متن طائرات إيه-6 إي، وإي إيه-6 بي، وإيه- 7 سي/إي. قام بتسجيل أكثر من 6000 ساعة طيران.

## وصلات خارجية
- تشارلز بولدين على موقع الموسوعة البريطانية (الإنجليزية)
- تشارلز بولدين على موقع مونزينجر (الألمانية)
- تشارلز بولدين على موقع إن إن دي بي (الإنجليزية)